# Aplopsis lineoligera
Aplopsis lineoligera är en skalbaggsart som beskrevs av Blanchard 1850. Aplopsis lineoligera ingår i släktet Aplopsis och familjen Melolonthidae. Inga underarter finns listade i Catalogue of Life.